# دانشگاه اینکا گارسیلاسو د لا بگا
دانشگاه اینکا گارسیلاسو د لا بگا (به اسپانیایی: Universidad Inca Garcilaso de la Vega) یک دانشگاه در پرو است که در لیما واقع شده‌است.